# Lucrecia’s Dreams: Politics and Prophecy in Sixteenth-Century Spain
Lucrecia’s Dreams ist eine mikrohistorische Studie, verfasst von Richard L. Kagan, in der es um Träume und Prophezeiungen der jungen Spanierin Lucrecia de León am Ende des 16. Jahrhunderts geht. Für ihre Träume bezüglich Spaniens politischer Zukunft wurde sie von der spanischen Inquisition als evil dreamer charakterisiert und schließlich wegen Blasphemie und weiteren Delikten angeklagt. Das zentral Erkenntnisinteresse des Autors gilt den persönlichen und politischen Konsequenzen, der Niederschrift und der Verbreitung der prophetischen Inhalte von Lucrecias Träumen. Ihre prophetischen Träume, die darauffolgenden Reaktionen und die Gegebenheiten, welche zu ihrer Verhaftung führten, werden anhand der erhaltenen Prozessakten rekonstruiert.

## Fragestellung und Erkenntnisinteresse
Ziel des Autors ist es, Lucrecias Träume und ihre persönliche Geschichte in historischen Ereignissen zu verorten und das 16. Jahrhundert Spaniens unter Philipp II. zu rekonstruieren. Basierend auf den historischen Quellen des Prozesses werden Lucrecias Leben, ihre Persönlichkeit und ihr Charakter ebenfalls dargestellt.
Die Frage, welche sich die Inquisition stellt und worauf die Recherche des Autors basiert, ist: Waren Lucrecias Träume echt und welche Hintergedanken leiteten die Niederschrift und Veröffentlichung ihrer Träume? Kagan fand die einmaligen Dokumente aus Lucrecias Prozess und baute darauf seine Studie auf. Fasziniert war er von der schwer fassbaren Figur Lucrecias sowie von dem allgemeinen Einfluss von Prophezeiungen auf die politisch Situation Spaniens.

## Inhalt

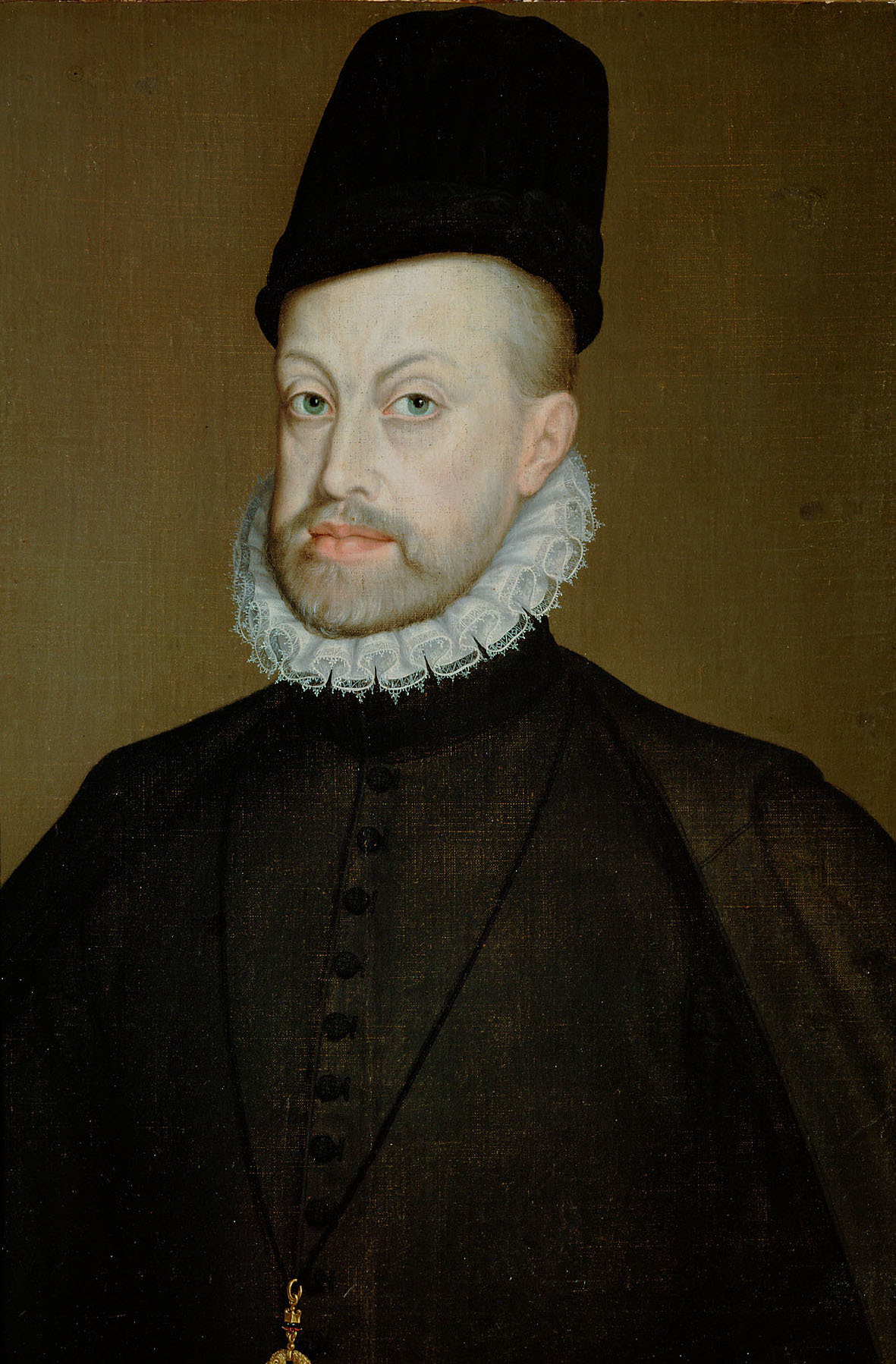
König Philipp II. (Porträt von Alonso Sánchez Coello, um 1570)

In Lucrecia’s Dreams werden mehrere Themen untersucht. Die wichtigsten sind hierbei die Figur Lucrecias und der Prozess vor der spanischen Inquisition, die politischen Gegebenheiten unter dem Monarchen Philipp II. sowie die soziale und religiöse Rolle der Frau im 16. Jahrhundert. Im Mittelpunkt stehen zudem die Inhalte und die Analysen der prophetischen Träume Lucrecias bzw. der Niederschriften davon. Der Leser wird chronologisch durch die wichtigen Ereignisse von Lucrecias Leben bis hin zu ihrer Verhaftung und dem Prozess geführt.

### Lucrecia de León
Lucrecia de León war eine junge Frau aus bescheidenen Verhältnissen, welche im Spanien des späten 16. Jahrhunderts lebte. Schon in ihren jungen Jahren fing sie an prophetische Träume zu haben. Informationen über die gesamte Biographie Lucrecias sind keine vorhanden, da ihr traza de la vida (Lebenslauf) bei den untersuchten Dokumenten fehlt. Ihr Charakter und ihre Persönlichkeit wurden von Kagan mit einer mikrohistorischen Vorgehensweise aus den vorhandenen Quellen eruiert.
Religion war in Lucrecias Leben zentral, sie hielt sich größtenteils an die gesellschaftlichen Regeln und war aktiv in verschiedenen Kirchengemeinden. Sie wurde von ihren Mitmenschen als religiös und devot beschrieben. Ihr Charakter bleibt trotz den vertieften Recherchen des Autors nicht ganz durchschaubar. Einerseits stellte sie sich selbst als naiv, nicht gebildet und unschuldig dar, andererseits wurde sie auch als angeberisch, selbstbewusst und eingebildet beschrieben.: S. 14–34.
Das Frauenbild des 16. Jahrhunderts war von der Überzeugung geprägt, dass Frauen das schwache Geschlecht seien. Mit dieser Schwäche war auch die Anfälligkeit gegenüber diabolischen Kräften verbunden, was auch in Lucrecias Fall so behauptet wurde. Dies war ein Faktor, welcher ihre Glaubwürdigkeit schmälerte. Hinzu kam, dass sie, im Gegensatz zu anderen anerkannten Prophetinnen, keine religiöse Berufung innehatte und somit von keiner religiösen Institution gestützt wurde.: S. 115–117

### Lucrecias prophetische Träume
Lucrecias Träume beinhalten Elemente aus ihrem Leben sowie auch Geschehnisse aus ihrem Alltag. Für allgemeines Interesse sorgten jedoch ihre Träume bezüglich historischer Ereignisse und Voraussagen, welche die Königsfamilie und Spaniens Zukunft betrafen. Damit verbunden war meistens auch Kritik an König Philipp II. und an seine Kirchen- und Steuerpolitik.: S. 75–86
Durch die Bekanntschaft mit den beiden Klerikern Alonso de Mendoza und Lucas de Allende wurden Lucrecias Träume einem größeren Publikum zugänglich gemacht. Überzeugt von ihren Gaben als Prophetin begannen sie Protokolle ihrer Träume anzufertigen. Daraufhin kam Lucrecia in Kontakt mit dem adeligen Milieu Spaniens, wo sie einerseits Unterstützung fand, aber auch auf Ablehnung stieß. Ihre Unterstützer am Hofe Philipp II. und Lucrecia selbst standen in Verbindung mit der politischen Opposition, wobei auch Antonio Pérez eine signifikante Rolle spielte. Die Veröffentlichung ihrer Träume (trotz verschiedener Warnungen) empfanden ihre Unterstützer als Pflicht, da diese als Gottes Botschaften und Warnungen an den König angesehen wurden.
Die Publikation der Träume Lucrecias trafen das Königreich jedoch in einer eher heiklen Phase, welche von Niederlagen und Unruhen sowie von der verschlechterten Gesundheit des Königs geprägt war. Dies, zusammen mit der Ungewissheit über die Glaubwürdigkeit ihrer Träume, weckte das Interesse der Inquisition. Lucrecia wurde dementsprechend als eine direkte Bedrohung für die Krone angesehen. Nach der Flucht von Antonio Pérez wurde Lucrecia von der Inquisition schlussendlich verhaftet.: S. 63–86

### Der Prozess in Toledo

Das Wappen der Spanischen Inquisition

Die Anklage lautete: Erfindung von Träumen mit verschiedenen blasphemischen und häretischen Thesen, hetzerische und verleumderische Aussagen gegenüber dem Monarchen Spaniens (Philipp II.). Am 31. Mai 1590 befanden sich alle Verdächtigen (darunter Lucrecia, Allende, Mendoza etc.) inhaftiert im Gefängnis der Inquisition in Toledo und kurz darauf begannen die Anhörungen. Ziel der Inquisition war es, basierend auf der Voraussetzung der Schuld des Angeklagten, ein Geständnis zu erzeugen.
Die Verteidigungsargumente Lucrecias sind über die verschiedenen Anhörungen in sich nicht kohärent. Anfänglich stellte sich Lucrecia als unschuldiges Opfer von Allende und Mendoza dar. Sie nutzte das damalige Frauenbild zu ihren Gunsten und plädierte auf ihre Ignoranz und Unfähigkeit, solche komplexen Träume zu erfinden.
Die Untersuchung führte zu keinem Ergebnis, sodass nach fünf Jahren Haft die Suprema (Hoher Rat der Inquisition) einschritt. Unter der Führung neuer Inquisitoren wurde Lucrecia erstmals in ein Folterverhör gebracht, wo sie mehrere Dinge gestand: Zuerst gab sie zu, einige Träume erfunden zu haben. In einem zweiten Verhör sagte sie jedoch aus, dass Allende und Mendoza einige Träume abgeändert und sie zum Lügen angestiftet hätten. Vor der Ratifizierung ihrer Aussagen änderte sie nochmals ihr Geständnis und stritt alle Anklagen ab.: S. 134–154

### Das Urteil
Bei der Urteilsverkündung wurden Lucrecia erstmals alle Anklagepunkte vorgelegt:
- Blasphemie
- Verbreitung von Unwahrheiten
- Frevel/Lästerung
- Anstiftung zur Aufruhr
- Teufelspakt
- Verbreitung der Traumprotokolle

Lucrecia wurde zu 100 Peitschenhieben, Verbannung aus Madrid und zu zwei Jahren Rückzug in ein Kloster verurteilt. Die anderen Angeklagten wurden ebenfalls zu eher milden Strafen verurteilt, wie Exil, Ermahnungen und Rückzug ins Kloster.: S. 154–155
Die letzten Aufzeichnungen von Lucrecias Fall verorten sie in einem Spital in Toledo, daraufhin verlieren sich ihre Spuren. Aufgrund von Spekulationen und Recherchen von Briefen, anderen Quellen und Akten kommt Kakao zu unterschiedlichen Vermutungen über Lucrecias Schicksal nach ihrer Entlassung aus der Haft. Möglich könnte es sein, dass sie Straßenwahrsagerin geworden, in eine Wohlfahrtseinrichtung für Frauen gegangen sei oder als Dienstmädchen, Bettlerin oder Prostituierte gearbeitet habe.: S. 159–160

## Bedeutung des Werkes
Lucrecias Geschichte kann als ein aussagekräftiger Fall im Hinblick auf die gesellschaftlich definierten Geschlechterrollen im 16. Jahrhundert und auf deren Einfluss auf Lebensumstände von Frauen und Männern gesehen werden. Der Fall Lucrecia zeigt dank der umfangreich erhaltenen Dokumente, wie ihr Einzelfall repräsentativ für die sozialen, religiösen und politischen Gegebenheiten des 16. Jahrhunderts sein kann.
Die Selbstdarstellung Lucrecias als schwache und von mächtigen Männern manipulierte Frau wurde während des Prozesses immer wieder als Verteidigungsstrategie genutzt. Dies deutet darauf hin, dass sie sich dieser gesellschaftlichen Rollenverteilung bewusst war und dies auch zu ihrem Vorteil nutzte.: S. 159–166
Kagans Werk und die Untersuchung Lucrecias Figur gibt einen wichtigen Einblick in die theologischen und die sozialen Gender-Konstrukte im Spanien des 16. Jahrhunderts.
Die Frage nach der Motivation hinter Lucrecias prophetischer Karriere könnte man mit dem Wunsch beantworten, politisch Einfluss zu nehmen. Ein möglicher Weg, für eine Frau im 16. Jahrhundert die Politik zu beeinflussen, bot die Tugend der spirituellen und geistigen Gaben. Durch diese konnte eine Frau Autorität erlangen und Einfluss ausüben.
Laut dem Autor können diese gesellschaftlichen vordefinierten Rollen der Frauen im Spanien des 16. Jahrhunderts jedoch nicht Lucrecias persönliche und private Interessen erklären. Trotzdem führten ihre prophetischen Träume zu einer erhöhten Aufmerksamkeit und eröffneten ihr die Opportunität eines sozialen Aufstiegs. Ihre Persönlichkeit ist jedoch gespalten und aufgrund der vorhandenen Quellen ist es nicht erkennbar, welcher nun der Hauptgrund für ihre Träume und der Verfolgung der Karriere als Prophetin war. Es lässt sich jedoch vermuten, dass Lucrecia anfänglich als Instrument für die Interessen ihrer Unterstützer genutzt wurde und ihre Träume des Untergangs Spaniens als Legitimation für ihre Beschwerden gegenüber dem König und seiner Maßnahmen gedient haben.: S. 159–166
Lucrecias Fall eignet sich gut für eine mikrohistorische Studie, da sie als ordinary woman angesehen wird, aus bescheidenen Verhältnissen stammt und nicht als eine zentrale historische Figur gilt. Zudem ist ihre Geschichte mikrohistorisch relevant, da ihr Leben und der Prozess festgehalten und niedergeschrieben wurden, was als eine maßgeschneiderte Quelle für diesen Typ von Studien gilt. Jedoch gibt es außer ihren Aussagen während des Prozesses und die Niederschriften der Träume keine weiteren Dokumente und vor allem keine von ihr selbst verfassten Dokumente.

## Rezeption
Kagans Werk wurde von verschiedenen Kritikern sehr positiv rezipiert. Vom Historiker J.B. Owens wurde insbesondere der vertiefte Einblick in die damalige Frauenrolle sowie die Bedeutung von Prophezeiungen und prophetischen Gaben für politische Geschehnisse dieses Werkes gelobt. Ähnlich zu anderen mikrohistorischen Studien (Der Käse und die Würmer / Montaillou) werden hier auch juristische Dokumente verwendet und mit viel Recherche akribisch ein Gesamtbild von Lucrecia und ihrem Umfeld erstellt. Zusätzlich schafft es Kagan hier die Traumprotokolle einzubeziehen und gibt dem Prozess somit eine zusätzliche Facette.
Nach dem Historiker Albert J. Loomie werden die vielen Details von Lucrecias Leben gekonnt aus den Dokumenten abgeleitet. Bemerkenswert ist auch wie aus den vorhandenen Dokumenten ein Gesamtbild von Lucrecia erstellt wurde.
In Magnússons und Szijártós Werk What is Microhistory? Theory and Practice wird neben vielen weiteren Historikern und mikrohistorischen Werken auch Richard L. Kagan aufgelistet. Dabei wird kurz auf sein Werk Lucrecia’s Dreams verwiesen. Eine positive Rezension und eine Inhaltsangabe ist zu lesen, wobei es zudem auch als weniger erfolgreich im Vergleich zu anderen Mikrohistorischen Werken beschrieben wird.
Lucrecia wurde zur Hauptfigur eines weiteren Buches: Lucrecia the Dreamer. In diesem Werk von Kelly Bulkeley (Religionspsychologe, Traumforscher) liegt der Fokus nicht wie bei Kagan auf den historischen Gegebenheiten, sondern auf den psychologischen Analysen von Lucrecias Träumen.
Jody Bilinkoff Rezension zu Kagans Werk ist ebenfalls voll des Lobes. Trotzdem wird beleuchtet, dass sie nicht Einzigartig sei, denn so wie Kagan haben sich viele weitere Historiker mit der Aufdeckung unbekannter Frauen und ihren Geschichten auseinandergesetzt. Die Erwähnung solcher ähnlicher Studien verhelfe das Werk in einen historiographischen Kontext einbetten zu können. Trotz dem Auslassen dieser im Werk, werden seine Verdienste nicht gemindert, denn die Studie trägt einem wichtigen Bereich der Geschichtswissenschaft bei.
Der Religionshistoriker William A. Christian vergleicht Kagans Lucrecia’s Dreams mit dem Werk von William Monter Frontiers of Heresy; The Spanish Inquisition from the Basque Lands to Sicily. Dabei wird an Kagans Werk die Verknüpfung von geschichtlichen Gegebenheiten mit Lucrecias Fall geschätzt. Die Bottom-up Sicht, welche Kagan in diesem Werk aufzeigt ist zudem ein weiterer Pluspunkt. Christian fügt hinzu, dass Juan Bldzquez Miguel’s Estudio historico. Sueños y Procesos de Lucrecia de León und andere Schriften zu Lucrecias Fall nicht angemessen in Kagans Werk erwähnt wurden (wie auch von Jody Bilinkoff angemerkt wurde).
Die Professorin für Theologie und Kirchengeschichte Gillian Ahlgren empfiehlt Lucrecia’s Dreams wegen der entscheidenden Bedeutung des Falles, angesichts zentraler Fragen zu Beziehungen zwischen Kirche und Staat während des 16. Jahrhunderts.
In einer Rezension von Kimberly und Rowe zu Kagan wird sein Erfolg im englischsprachigen und im internationalen Raum erwähnt und die Erreichung eines internationalen wissenschaftlichen Publikums geschätzt. Nicht nur Lucrecia’s Dreams hatte Erfolg, sondern auch seine darauffolgenden Werke sind von einer positiven Rezeption geprägt.
Geoffrey Parker erwähnt in einem längeren Vorwort in The Earley Modern Hispanic World Kagans leitende Figur als Mentor für seine Studenten und umreisst seine akademische Karriere in einem lobenden Ton.
In J. B. Owens Rezension wird Geoffrey Parkers Lob an Kagans Werken erwähnt, sowie die zentrale Rolle Kagans in der historischen Disziplin der USA. Geoffrey Parker äußert seine Kritik bezüglich der mangelnden Interdisziplinarität einiger Werke Kagans. Trotzdem wird Kagan als Verfechter der Einbeziehung der Sozialwissenschaft in die Geschichtswissenschaft beschrieben.

## Ausgabe
- Englische Originalausgabe: Richard L. Kagan: Lucrecia's dreams: politics and prophecy in sixteenth-century Spain. University of California Press, Berkeley California 1990, ISBN 0-520-06655-3.